# Дан независности Грчке
Дан независности Грчке (грч. Ημέρα της Ελληνικής Ανεξαρτησίας), Прослава Грчке револуције 1821. (грч. Εορτασμός της Ελληνικής Επανάστασης του 1821) или једноставно 25. март (грч. 25ης Μαρτίου), државни је празник у Грчкој, дан када Грци и филхелени одају почаст херојима Револуције 1821—1829. године. Празник се поклапа с православним празником Благовјести, који се у Грчкој прославља 25. марта по грегоријанском календару.
У грчкој пријестолници Атини се на тај дан одржава војна парада и свечана поворка (грч. Παρέλαση 25ης Μαρτίου) и масовне прославе, како свјетовне тако и вјерске. Током параде у Атини 2010. архиепископ атински и све Грчке Јероним II служио је доксологију, уз учешће предсједника Грчке Каролоса Папуљаса, министарке здравља Марилизе Ксенојаннкопулу, која је представљала владу, и предсједника Парламента Грчке Филипоса Пецалинкоса.